# Чемпионат мира по шорт-треку 1987
Чемпионат мира по шорт-треку 1987 года проходил с 3 по 5 апреля в Монреале (Канада).

## Общий медальный зачёт
| Место         | Страна        | Золото | Серебро | Бронза | Всего |
| ------------- | ------------- | ------ | ------- | ------ | ----- |
| 1             | Канада        | 5      | 3       | 2      | 10    |
| 2             | Япония        | 5      | 2       | 3      | 10    |
| 3             | Нидерланды    | 1      | 2       | 2      | 5     |
| 4             | Италия        | 0      | 2       | 2      | 4     |
| 5             | США           | 0      | 0       | 1      | 1     |
| Всего медалей | Всего медалей | 11     | 9       | 10     | 30    |

## Медалисты

### Мужчины
| Дисциплина | Золото                                                                                      | Серебро                                                                   | Бронза                                             |
| ---------- | ------------------------------------------------------------------------------------------- | ------------------------------------------------------------------------- | -------------------------------------------------- |
| Многоборье | Тосинобу Каваи Япония Мишель Деньо Канада                                                   | место не присуждалось                                                     | Чарльз Велдховен Нидерланды                        |
| 500 м      | Роберт Дюбрей Канада                                                                        | Луи Гренье Канада                                                         | Мишель Деньо Канада                                |
| 1000 м     | Тосинобу Каваи Япония                                                                       | Орацио Фагоне Италия                                                      | Юити Акасака Япония                                |
| 1500 м     | Ги Деньо Канада                                                                             | Чарльз Велдховен Нидерланды                                               | Тосинобу Каваи Япония                              |
| 3000 м     | Мишель Деньо Канада                                                                         | Тацуёси Исихара Япония                                                    | Чарльз Велдховен Нидерланды                        |
| Эстафета   | Нидерланды · Чарльз Велдховен · Петер ван дер Велде · Жако Мос · Йерун Оттер · Эдвин Чодрон | Орацио Фагоне Хуго Херрнхоф Лука Болоньези Роберто Перетти Энрико Перетти | Дэйв Бестеман Патрик Мур Брайан Арсено Эндрю Гэйбл |

### Женщины
| Дисциплина | Золото                                                                             | Серебро                                                               | Бронза                                                                                 |
| ---------- | ---------------------------------------------------------------------------------- | --------------------------------------------------------------------- | -------------------------------------------------------------------------------------- |
| Многоборье | Эйко Сисии Япония                                                                  | Натали Ламбер Канада                                                  | Марико Киносита Япония                                                                 |
| 500 м      | Иден Донателли Канада                                                              | Мануэла Оссендрейвер Нидерланды                                       | Кристина Шиолла Италия                                                                 |
| 1000 м     | Марико Киносита Япония                                                             | Эйко Сисии Япония                                                     | Мариз Перро Канада                                                                     |
| 1500 м     | Эйко Сисии Япония                                                                  | Натали Ламбер Канада                                                  | Мануэла Оссендрейвер Нидерланды                                                        |
| 3000 м     | Натали Ламбер Канада                                                               | Эйко Сисии Япония                                                     | Марико Киносита Япония                                                                 |
| Эстафета   | Канада · Натали Ламбер · Иден Донателли · Лиза Саблаташ · Кэти Морин · Мариз Перро | Япония · Хироми Такеути · Эйко Сисии · Марико Киносита · Нобуко Ямада | Кристина Шиолла Мария Роза Кандидо Барбара Муссио Габриэлла Монтедуро Элизабетта Пицио |